# 拉希水库
拉希水库，位于中国广西壮族自治区南丹县境内，是吾隘河支流打牛河上游的中型水库。水库始建于1970年，1974年竣工蓄水。总库容3224万立方米，正常蓄水位740.0米。水库大坝为混凝土埋石双曲拱坝，最大坝高55.2米，坝顶长141米，坝顶宽2.4米。水库有多年调节功能，以发电为主，兼顾防洪、灌溉、养鱼。坝后引水式电站装机容量1兆瓦，年发电量240万千瓦时。